# Aaron Jean François Crassous
Aaron Jean François Crassous, né le 7 août 1746 à Montpellier en France, mort le 10 septembre 1801 dans la même ville, est un homme politique français.

## Biographie
Aaron Crassous naquit à Montpellier le 7 août 1746, d'Étienne Crassous, avocat, procureur du roi, et de Françoise Romieu. Il était le cousin de Joseph Augustin Crassous de Médeuil et le beau-père de Jean Antoine Renouvier.
Avocat, il adopta avec modération les principes de 1789, et devint dans les premières années de la Révolution président du département de l'Hérault. Celui-ci le nomma le 22 vendémiaire an IV comme député au Conseil des Cinq-Cents, par 179 voix sur 233 votants.
Il fut secrétaire, puis président de cette Assemblée, et parla fréquemment sur la situation des finances et sur des questions d'administration : paiement des fermages, douanes, contribution foncière, biens nationaux, liberté des transactions, droit de sortie des vins, paiement des rentes, etc.
Il amenda le projet relatif aux successions et fit adopter la rédaction d'un code hypothécaire.
En politique, il défendit l'opinion contre-révolutionnaire, s'opposa à l'exclusion de Jean-Jacques Aymé, repoussa les attaques des Jacobins du Midi contre Maximin Isnard et Paul Cadroy, vota contre l'exclusion des nobles de toute fonction publique, et appuya diverses mesures de rigueur contre des représentants républicains.
Après le coup d'État du 18 brumaire auquel il avait contribué, il entra le 4 nivôse an VIII au Tribunat dont il fut nommé président. L'année suivante, il se rendit en cette qualité auprès du premier consul pour le féliciter d'avoir échappé au complot de Ceracchi et d'Aréna.
Appuyé par Cambacérès son compatriote, il fut admis le 18 janvier 1801 (28 nivôse an IX) au Sénat conservateur.
Il mourut quelque temps après le 10 septembre 1801 à Montpellier.

## Source
- « Aaron Jean François Crassous », dans Adolphe Robert et Gaston Cougny, Dictionnaire des parlementaires français, Edgar Bourloton, 1889-1891 [détail de l’édition]